# Берси Софија
Берси Софија су клуб америчког фудбала из Софије, у Бугарској. Основани су 2007. године и тренутно наступају у Трећој лиги Србије, група Југ, али се њихови резултати не рачунају јер нису чланови СААФ-а. Учествовали су и у Балканској лиги 2013. и 2014. године.